# Acalypha dregei
Acalypha dregei é uma espécie de flor do gênero Acalypha, pertencente à família Euphorbiaceae.